# Molophilus mackerrasi
Molophilus mackerrasi là một loài ruồi trong họ Limoniidae. Chúng phân bố ở miền Australasia.